# Peanuts

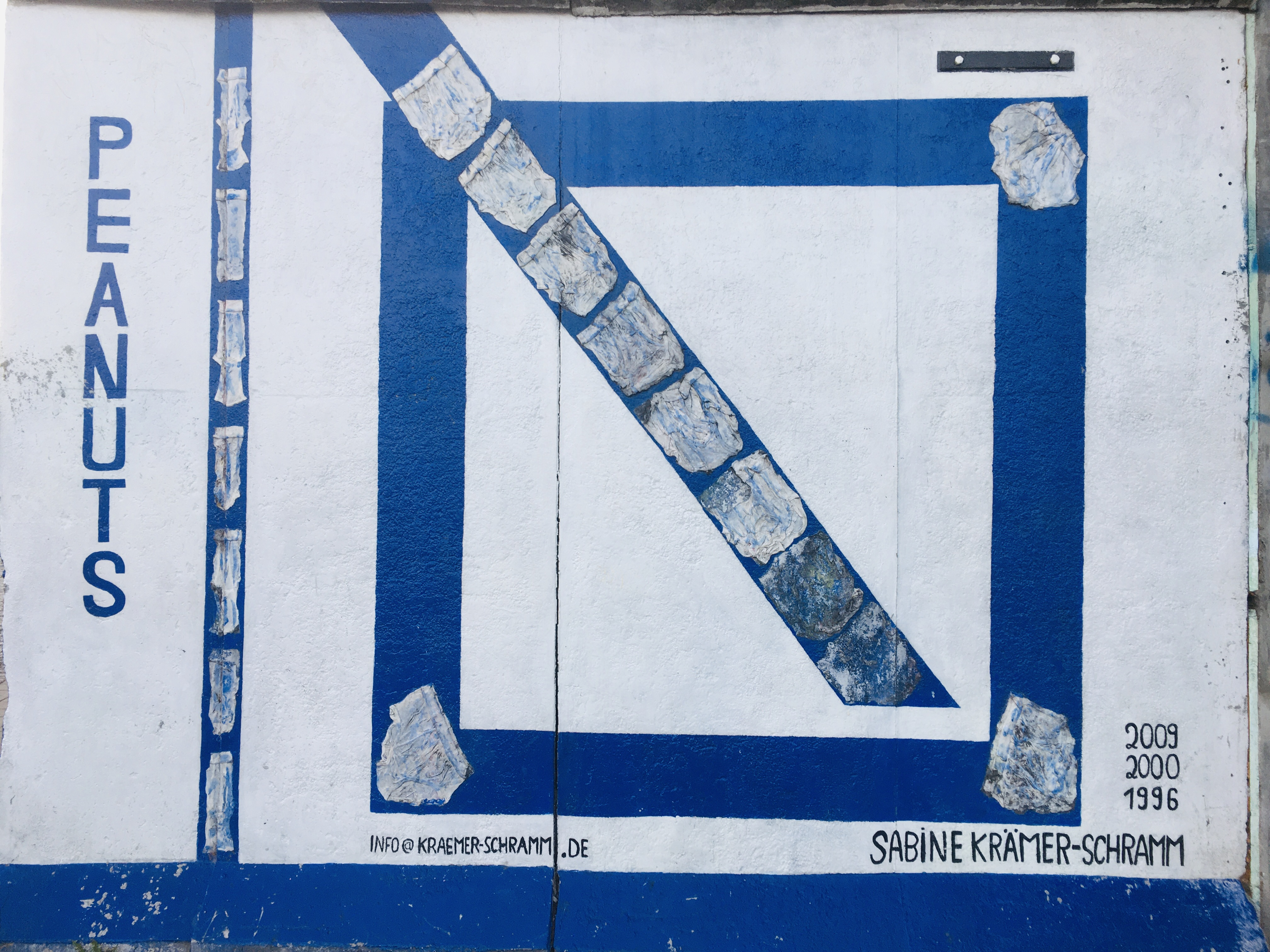
Künstlerische Auseinandersetzung mit der Peanuts-Affäire durch Sabine Krämer-Schramm an der East Side Gallery

Peanuts (englisch für Erdnüsse) ist in der englischen (und seit einigen Jahren auch deutschen) Umgangssprache ein Ausdruck für Kleinigkeiten oder unbedeutende Geldsummen. Das Wort wurde 1994 zum deutschen Unwort des Jahres erklärt.
Hilmar Kopper, damaliger Vorstandssprecher der Deutschen Bank AG, benutzte den Ausdruck  „Peanuts“ im Zuge der Insolvenz des Immobilienunternehmers Jürgen Schneider für offene Handwerkerrechnungen  im Wert von 50 Millionen DM (inflationsbereinigt heute ca. 43,7 Millionen Euro), die die Deutsche Bank bezahlen wolle. Diese Zahl setzte Kopper in Relation zu den gesamten Forderungen in Höhe von 5 Milliarden DM (inflationsbereinigt heute ca. 4,4 Milliarden Euro). Die unbezahlten Handwerkerrechnungen entsprachen zwar augenscheinlich nur einem Prozent der Gesamtsumme beliehener, existierender Immobilien, waren aber für die zahlreichen, meist kleinen Betriebe von existentieller Bedeutung und führten zu Insolvenzen mit Arbeitsplatzverlusten.

## Weiterverwendung
Die Tarifverhandlungen im Jahr 1996 für die Beschäftigten im Bank- und Versicherungsgewerbe stellte die damalige Gewerkschaft Handel, Banken und Versicherungen (HBV) in Anspielung auf Koppers Äußerungen unter das Motto „Peanuts für alle, bar auf die Kralle“.
Carlo Rola inszenierte 1996 unter dem Titel Peanuts – Die Bank zahlt alles den Skandal um Jürgen Schneider als Filmsatire mit Ulrich Mühe in der Hauptrolle.
Für die Werbekampagne „Dahinter steckt immer ein kluger Kopf“ der Frankfurter Allgemeinen Zeitung ließ sich Hilmar Kopper auf einem Berg Erdnüsse ablichten.

## Vorgeschichte
Der Ausdruck „peanuts“ hatte sich nach der Lockheed-Affäre in den 1970er Jahren im englischen Sprachraum verbreitet. Es handelte sich dabei um einen internationalen Schmiergeld-Skandal, in den höchste Kreise mehrerer Länder verwickelt waren. „Peanuts“ (Erdnüsse) war dabei ein Codewort für bestimmte Geldbeträge.

„One hundred peanuts' stand für 100 Millionen Yen (ca. 850 000 Mark). […] Ein anderer Lockheed-Vertrauter, Hiroshi Itoh, quittierte am 9. August 1973: 'Ich bestätige den Empfang von einhundert Erdnüssen', was, so Buchprüfer Findley, tatsächlich 100 Millionen Yen (850.000 Mark) waren.“